# Mánekenk

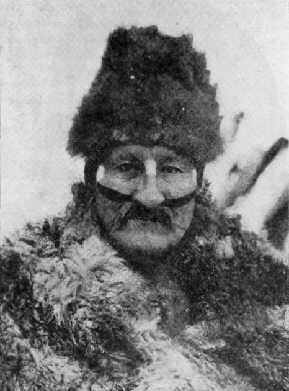
Tenenisk, famoso sciamano di origine Mánekenk (1899 ca).

I Mánekenk, o Aush o Haush, sono una popolazione indigena nativa americana estinta. Si suppone che avessero un'origine paleoamericana e non indo-americana, facendone il gruppo etnico più antico della Terra del Fuoco. Se tale ipotesi è corretta, il che è molto probabile[Perché è Molto probabile?], hanno abitato l'arcipelago della Terra del Fuoco per gli ultimi 10 000 anni.
I Mánekenk vivevano all'estremità sud-orientale dell'Isola Grande della Terra del Fuoco, a nord del canale di Beagle nella penisola Mitre, tra il capo San Pablo e la baia di Buen Suceso. Sebbene l'isola degli Stati non sia mai stata abitata dalle popolazioni indigene, una leggenda aush narra di Si trattava di un gruppo etnico molto ridotto; il meno conosciuto tra le quattro popolazioni che abitavano questa regione. Eppure i Máneken furono i primi a mettersi in contatto con marinai europei. La prima descrizione fu data da James Cook, che li incontrò nella baia di Buen Suceso nel 1768. 
Come i loro nemici i Selknam e al contrario degli Yamana e degli Kaweshkar, non sapevano navigare, passando tutta l'esistenza a terra. I Selknam li avevano ripetutamente cacciati dalle terre ricche di cacciagione, fino a costringerli nell'estremità sud-est del continente.
Si stima che, quando entrarono in contatto con gli europei, non fossero più di 600. Nel 1850, il loro numero venne estimato a 300. Nel 1890, secondo il missionario anglicano Thomas Bridges, restavano solo 60 Mánekenk. Nel 1911, Antonio Cotazzi riportò che ne rimanesse una sola famiglia di quattro persone. Nel XXI secolo, questa tribù è totalmente scomparsa. Il figlio di Thomas Bridges, Lucas Bridges, che aveva imparato la lingua dei Selknam e degli Kaweshkar, tentò di apprendere dei rudimenti della lingua aush, ben diversa da quella dei vicini, arrivando a parlarla usando circa seicento parole, ma vi rinunciò, stimando che la lingua avrebbe avuto vita breve. 
I Mánekenk erano abili cacciatori, con uno stile di vita nomade. Cacciavano il guanaco e condividevano molte usanze con i Selknam, come l'uso del piccolo arco e delle frecce di pietra, così come i vestiti fatti di pelli e la pratica del rituale di iniziazione dei giovani chiamato hain.